# Myrmarachne robusta
Myrmarachne robusta là một loài nhện trong họ Salticidae.
Loài này thuộc chi Myrmarachne. Myrmarachne robusta được Elizabeth Maria Gifford Peckham & George William Peckham miêu tả năm 1892.